# Абрамс (переписна місцевість, Вісконсин)
Абрамс (англ. Abrams) — переписна місцевість (CDP) в США, в окрузі Оконто штату Вісконсин. Населення — 358 осіб (2020).

## Географія
Абрамс розташований за координатами 44°46′47″ пн. ш. 88°3′37″ зх. д. / 44.77972° пн. ш. 88.06028° зх. д. (44.779625, -88.060383).  За даними Бюро перепису населення США в 2010 році переписна місцевість мала площу 2,14 км², уся площа — суходіл.

## Демографія
Згідно з переписом 2010 року, у переписній місцевості мешкало 340 осіб у 141 домогосподарстві у складі 101 родини. Густота населення становила 159 осіб/км².  Було 152 помешкання (71/км²).
Расовий склад населення:
| - 99,1 % — білих - 0,3 % — вихідців з тихоокеанських островів - 0,3 % — чорних або афроамериканців |

До двох чи більше рас належало 0,3 %. Частка іспаномовних становила 0,9 % від усіх жителів.
За віковим діапазоном населення розподілялося таким чином: 19,4 % — особи молодші 18 років, 63,8 % — особи у віці 18—64 років, 16,8 % — особи у віці 65 років та старші. Медіана віку мешканця становила 44,3 року. На 100 осіб жіночої статі у переписній місцевості припадало 104,8 чоловіків;  на 100 жінок у віці від 18 років та старших — 104,5 чоловіків також старших 18 років.
Середній дохід на одне домашнє господарство  становив 72 808 доларів США (медіана — 65 500), а середній дохід на одну сім'ю — 82 330 доларів (медіана — 76 071). Медіана доходів становила 48 750 доларів для чоловіків та 30 568 доларів для жінок. За межею бідності перебувало 2,0 % осіб, у тому числі 0,0 % дітей у віці до 18 років та 9,4 % осіб у віці 65 років та старших.
Цивільне працевлаштоване населення становило 257 осіб. Основні галузі зайнятості: виробництво — 25,7 %, освіта, охорона здоров'я та соціальна допомога — 16,7 %, фінанси, страхування та нерухомість — 14,0 %.